# معجم التخاطب لماير
معجم التخاطب لماير كان موسوعة رئيسة باللغة الألمانية صدر منها عدة طبعات وبعناوين متنوعة للفترة من 1839 إلى 1984، ثم دمجت مع موسوعة بروكهاوس.
أسس يوسف ماير الدار التي عنيت بإصدار هذه الموسوعة في سنة 1826.